# Alfred William Bennett

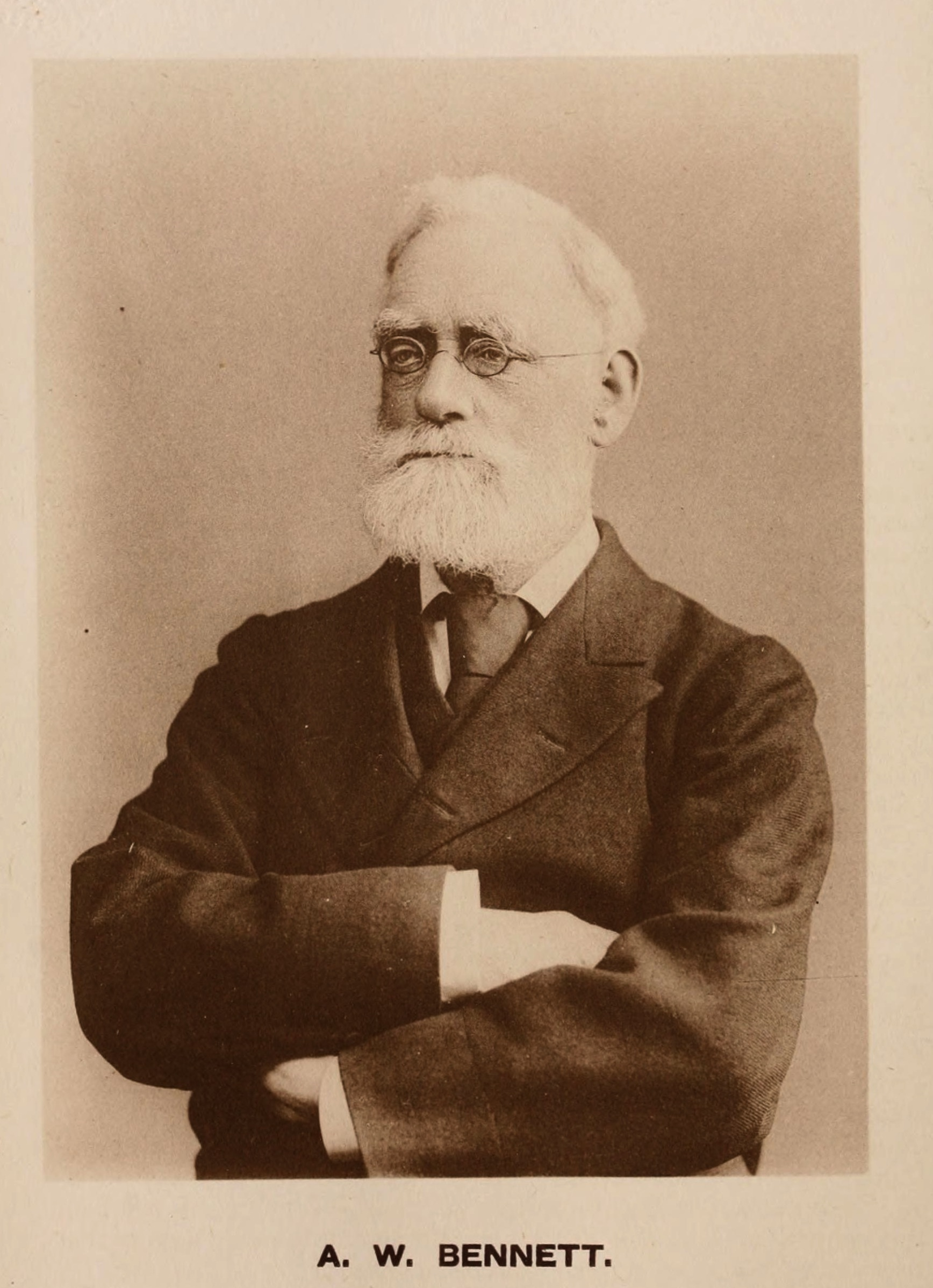
Alfred William Bennett.

Alfred William Bennett, född 24 juni 1833, död 23 januari 1902, var en brittisk botanist. Auktorsnamnet A.W.Benn. kan användas för Alfred William Bennett i samband med ett vetenskapligt namn inom botaniken; se Wikipediaartiklar som länkar till auktorsnamnet.
Bennet innehade befattning som lärare i botanik vid S:t Thomas hospital och Bedford college i London, och utarbetade monografier över flera växtfamiljer i Carl Friedrich Philipp von Martius Flora brasiliensis. Han undersökte även sötvattensalger och utgav A Handbook of Cryptogamic Botany (1889, i samarbete med George Robert Milne Murray) och Flora of the Alps (2 band, 1896).